# Clémence Calvin
Clémence Calvin (Vichy, 17 maggio 1990) è una mezzofondista e maratoneta francese.

## Palmarès
| Anno | Manifestazione   | Sede    | Evento        | Risultato | Prestazione | Note |
| ---- | ---------------- | ------- | ------------- | --------- | ----------- | ---- |
| 2011 | Europei under 23 | Ostrava | 5000 m piani  | Bronzo    | 16'02"07    |      |
| 2014 | Europei          | Zurigo  | 10000 m piani | Argento   | 32'23"58    |      |
| 2018 | Europei          | Berlino | Maratona      | Argento   | 2h26'28"    |      |

## Campionati nazionali
2007
- 9ª ai campionati francesi indoor, 1500 m piani - 4'38"34

2009
- Bronzo ai campionati francesi under 20, 1500 m piani - 4'32"94

2010
- 5ª ai campionati francesi, 5000 m piani - 17'06"20
- Oro ai campionati francesi under 23, 5000 m piani - 17'00"82
- 10ª ai campionati francesi under 23, 1500 m piani - 4'40"63

2011
- Argento ai campionati francesi, 5000 m piani - 16'10"27
- 5ª ai campionati francesi indoor, 1500 m piani - 4'28"66

2012
- 4ª ai campionati francesi, 5000 m piani - 15'57"85
- Oro ai campionati francesi under 23, 3000 m siepi - 10'30"20

2014
- Argento ai campionati francesi, 1500 m piani - 4'16"21

2015
- Oro ai campionati francesi, 5000 m piani - 16'16"73

## Altre competizioni internazionali
2012
- Argento all'Herculis ( Monaco), 1000 m piani - 2'46"79

2014
- Oro in Coppa Europa dei 10000 metri ( Skopje) - 31'52"86
- 4ª al DécaNation ( Angers), 1500 m piani - 4'23"03
- 12ª all'Herculis ( Monaco), 5000 m piani - 15'12"83
- 9ª al British Grand Prix ( Birmingham), 2 miglia - 9'30"39

2015
- Argento alla San Silvestre Vallecana ( Madrid) - 32'41"

2016
- 6ª alla Mezza maratona di Lisbona ( Lisbona) - 1h11'17"